# Calthropella digitata
Calthropella digitata är en svampdjursart som beskrevs av Gustavo Pulitzer-Finali 1993. Calthropella digitata ingår i släktet Calthropella och familjen Calthropellidae. Inga underarter finns listade i Catalogue of Life.